# Sé (métro de São Paulo)
Sé (en portugais : Estação Sé) est une station de correspondance de la ligne 1 - Bleu et la ligne 3 - Rouge du métro de São Paulo. Elle est située sous la Praça da Sé, près de la cathédrale métropolitaine de São Paulo, au centre de São Paulo au Brésil.
Mise en service en 1978, elle a été conçue pour faciliter les correspondances entre la ligne 1 bleue et la ligne 3 rouge du métro, exploitées toutes les deux par la Companhia do Metropolitano de São Paulo (CMSP). C'est la station la plus fréquentée du réseau.

## Situation sur le réseau

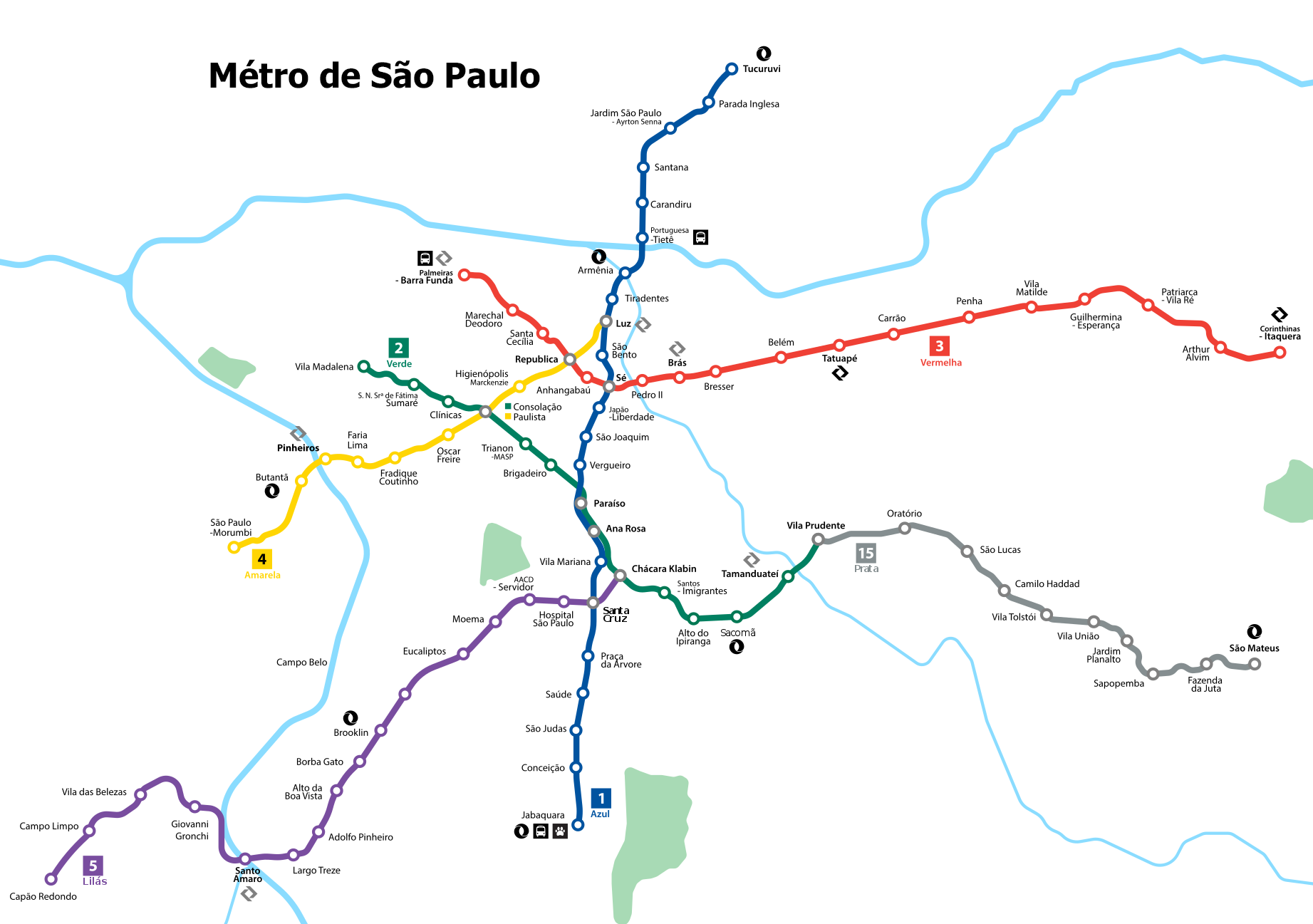
Plan du Métro de São Paulo 2020.

Établie en souterrain, Sé est une station de correspondance intégrant deux stations de passage : une station sur la ligne 1 du métro de São Paulo (bleue), située entre la station São Bento, en direction du terminus nord Tucuruvi, et la station Japão-Liberdade, en direction du terminus sud Jabaquara ; et une station sur la ligne 3 du métro de São Paulo (rouge), entre la station Anhangabaú, en direction du terminus est Palmeiras-Barra Funda, et la station Pedro II, en direction du terminus ouest Corinthians-Itaquera,.
Les deux lignes se croisent à des profondeurs différentes, les stations L1 et L4 sont l'une au-dessus de l'autre avec la même configuration d'un quai central encadré par les deux voies de la ligne, le tout encadré par deux quais latéraux.

## Histoire

### Projet

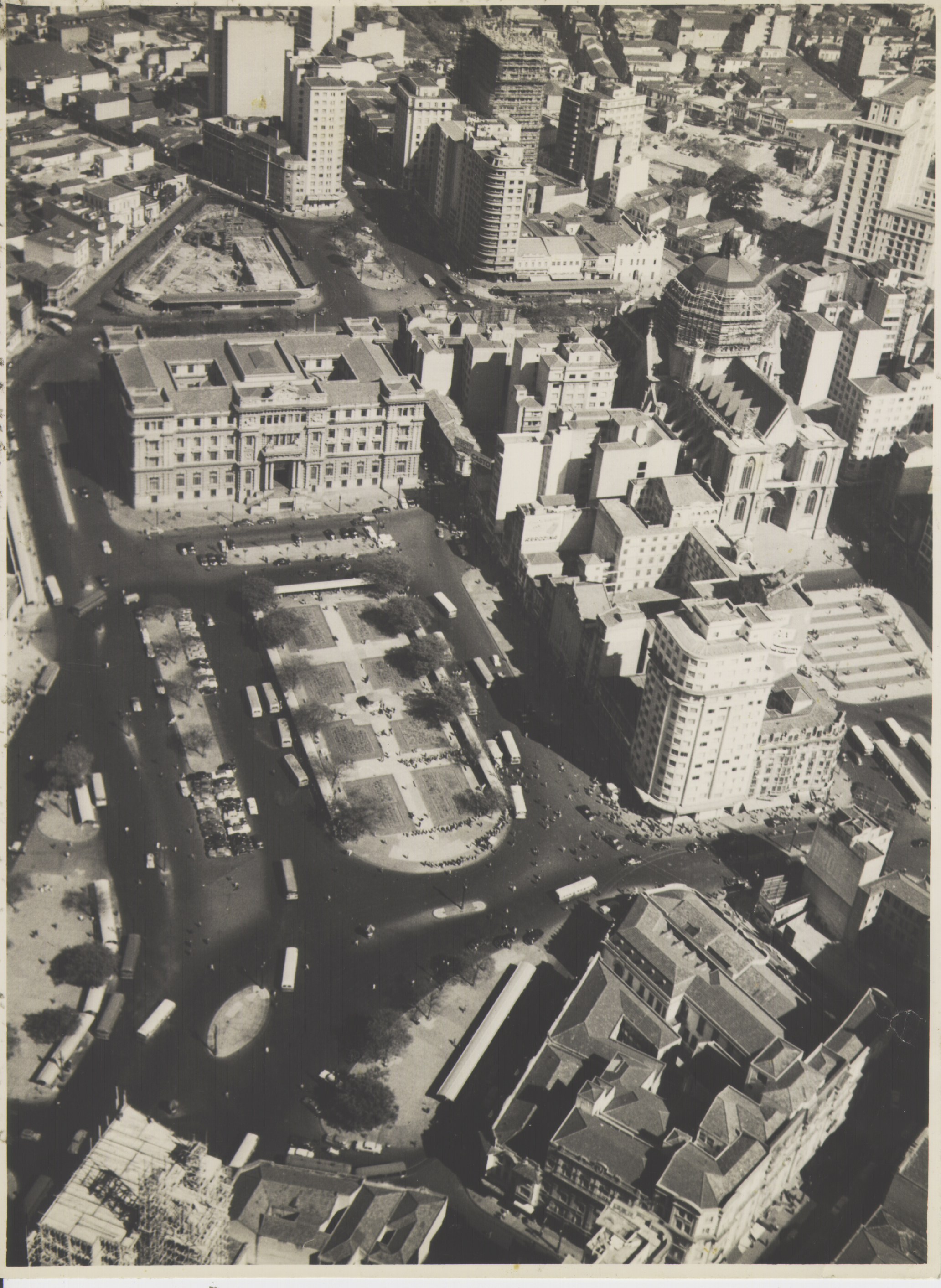
Places Clovis Bevilácqua (au centre) et Sé (à droite), divisées par le Palacete Santa Helena, années 1950. Photo de Werner Haberkorn, Collection du Musée Paulista de l'Université de São Paulo.

La Praça da Sé a toujours été présente depuis les premiers projets de métro à São Paulo, soit avec une station autour d'elle, soit sous la place. Depuis 1945, avec l'implantation du premier terminal de bus de la ville, la Praça da Sé s'est conforté comme un centre névralgique des transports dans la capitale, avec de longues files de passagers pour les quelques bus à destination des quatre coins de la ville. La construction de l'édifice Mendes Caldeira dans ses environs symbolisait la croissance effrénée de la ville de São Paulo, qui à l'époque reçut le surnom de « ville à la croissance la plus rapide du monde ». En conséquence, les systèmes de transport de São Paulo progressivement s'effondrent, faisant pression sur les autorités pour qu'elles résolvent ce problème.
Après plusieurs tentatives infructueuses, en 1966 le Grupo Executivo do Metropolitano (GEM) est formé, et le 24 mars 1968, la Companhia do Metropolitano de São Paulo (Metrô) est fondée et elle a contracté le consortium HDM, formé par les entreprises de construction allemandes Hochtief et Deconsult et par Montréal.
Le Consortium HMD a embauché une équipe d'architectes-urbanistes dirigée par Marcelo Aciolly Fragelli, qui a préparé les projets des gares. Dans la région centrale, la gare Clóvis Beviláqcua a été conçue par les architectes Roberto McFadden et José Paulo de Bem, car c'est la plus grande station du réseau (abritant les lignes Nord-Sud et Est-Ouest et une troisième ligne pour Santo Amaro - qui a fini par ne pas quitter le papier) votre projet a été conçu lentement. Le manque d'espace pour l'installation de la station était leur plus grand défi jusqu'à ce que l'équipe propose un changement radical: l'unification des places de Sé et Clóvis Beviláqcua et la démolition de l'édifice Mendes Caldeira et Palacete Santa Helena. Cette décision a suscité la controverse à l'époque, mais la nécessité de construire le réseau de métro a été plus éloquente.

### Travaux

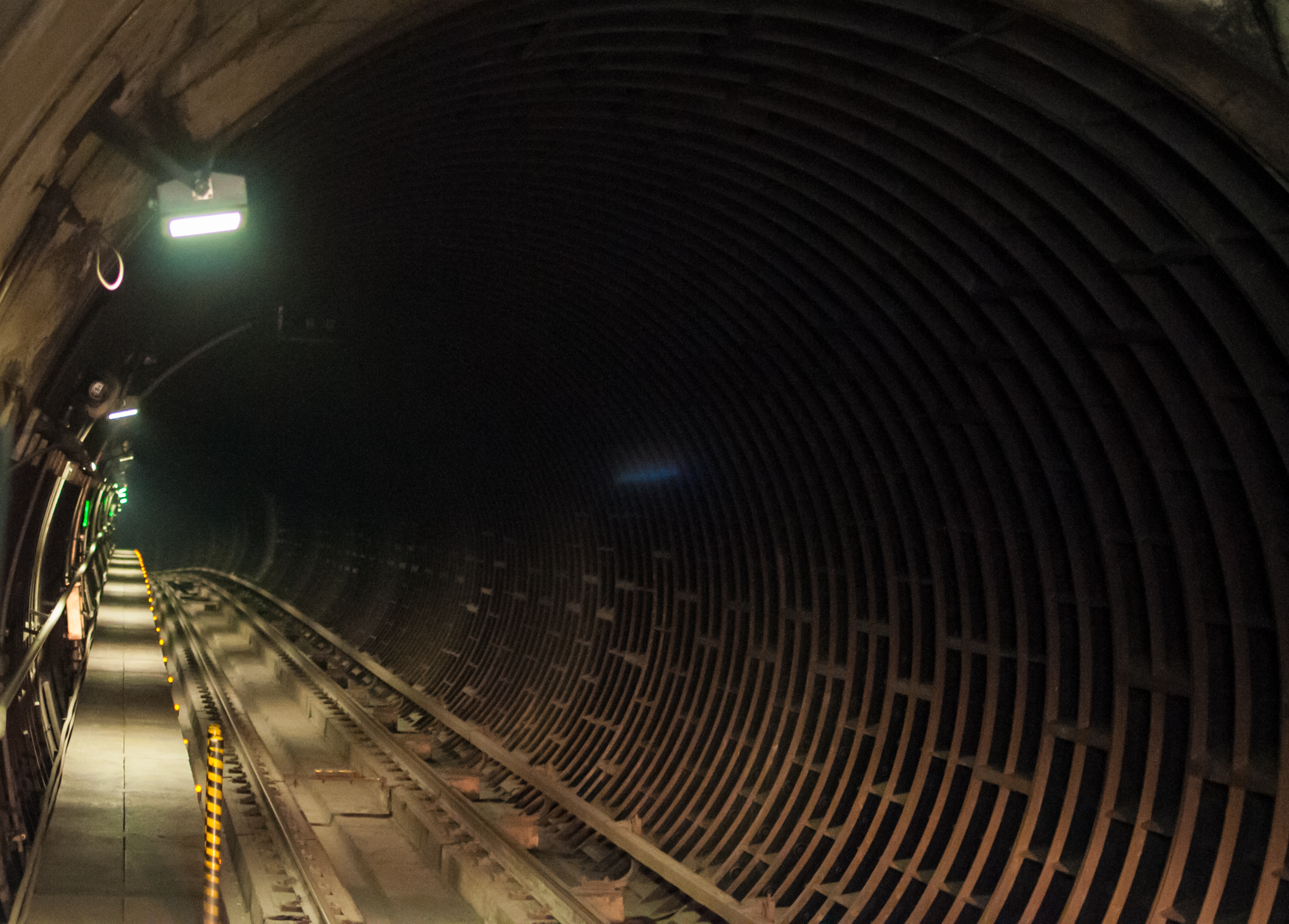
Détail d'un tunnel avec des anneaux de blindage métalliques reliés par des vis, mis en œuvre dans les premiers tronçons construits par des tunneliers à São Paulo, entre les années 1970 et 1980

Contrairement aux autres travaux du métro, qui ont débuté entre 1968 et 1971, les travaux de la station Sé n'ont commencé que le 9 février 1974. À ce stade, le premier tronçon du métro était en test depuis 1972 et sur le point d'être ouvert. Cela a mis la pression sur les travaux de la station Sé, qui étaient attendus depuis longtemps. L'objectif principal des fouilles était d'atteindre une profondeur de 24 m pour permettre l'arrivée des deux Tunneliers et la construction du tunnel reliant les deux principaux fronts de travail de la Ligne Nord Sud. Lors des fouilles, une section a subi un glissement de terrain (causé par des infiltrations d'eau), retardant davantage les travaux.
Le 26 septembre 1975, les trains de la ligne Nord-Sud passaient déjà sous les travaux de la station Sé, encore lents en raison de la démolition manuelle du Palacete Santa Helena. Pendant ce temps, la démolition de l'Edifício Mendes Caldeira de 32 étages était prévue. Les techniciens du métro sont arrivés à la conclusion qu'une méthode de démolition encore inconnue en Amérique latine serait nécessaire : l'implosion.

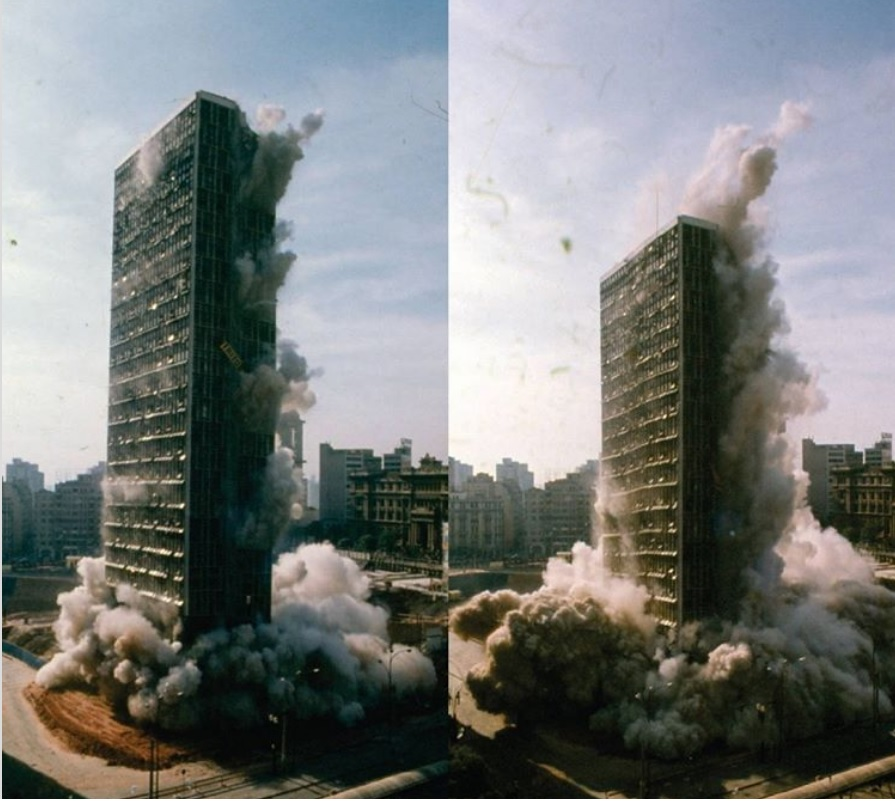
Implosion de l'Edifício Mendes Caldeira, 1975. Collection de la CMSP.

Pour mener à bien cette tâche, la société nationale Triton et la société américaine Controlled Demolition, Inc. (CDI) ont été engagées. La démolition était prévue pour novembre 1975. La démolition du Edifício Mendes Caldeira a été marquée par une grande controverse, puisque jusqu'alors le plus haut bâtiment démoli au monde avait 22 étages. La structure en béton armé du bâtiment était très résistante, faisant craindre aux ingénieurs que le bâtiment ne se fende en deux et ne tombe sur la cathédrale de la Sé ou les bâtiments voisins. Un fabricant d'explosifs brésiliens a refusé de fournir le matériel de démolition, craignant d'être tenu pour responsable d'un drame majeur. Finalement, même l'Église catholique s'y opposa, craignant la destruction de la cathédrale de la Sé.
Les techniciens du CDI ont installé 777 charges d'explosifs, totalisant près de 1 000 livres. Aux premières heures du 16 novembre de 1975, les environs de la praça da Sé ont été pris par des milliers de spectateurs pour assister à cet exploit sans précédent dans la ville. A 7h32 du matin, les cloches de la cathédrale de la Sé ont sonné intensément, marquant le moment de l'implosion. En 9 secondes, le bâtiment de 32 étages avait été réduit en une masse de décombres, dans une implosion parfaite (les seuls dégâts étaient deux vitres brisées d'un immeuble et d'une maison aux abords de l'implosion), pour un coût de 270 000 $. Il s'agit de la première implosion réalisée en Amérique latine. Les travaux de nettoyage ont duré 20 jours et les travaux ont enfin pu reprendre avec la rapidité nécessaire,.

### Exploitation
La station Sé, dans sa globalité  est inaugurée le 17 février 1978, mais seule la station de la ligne 1 est alors desservie avec un transfert des circulations déjà existantes sur cette section depuis 1975. Elle dispose d'une surface de 39,925 m2 et est capable d'absorber une fréquentation de 100 000 voyageurs en heure de pointe.
La station Sé de la ligne 3 est mise en service le 10 mars 1979, lors de l'ouverture à l'exploitation de la première section de Sé à Brás.
En 2018, la station a un transit moyen quotidien de 600 000 voyageurs.

## Services aux voyageurs

### Accès et accueil
L'accès principal est situé Praça da Sé. Il est accessible aux personnes à la mobilité réduite. La station dispose d'un niveau mezzanine et deux niveaux pour les stations.

Mezzanine, station L3 et station L1.
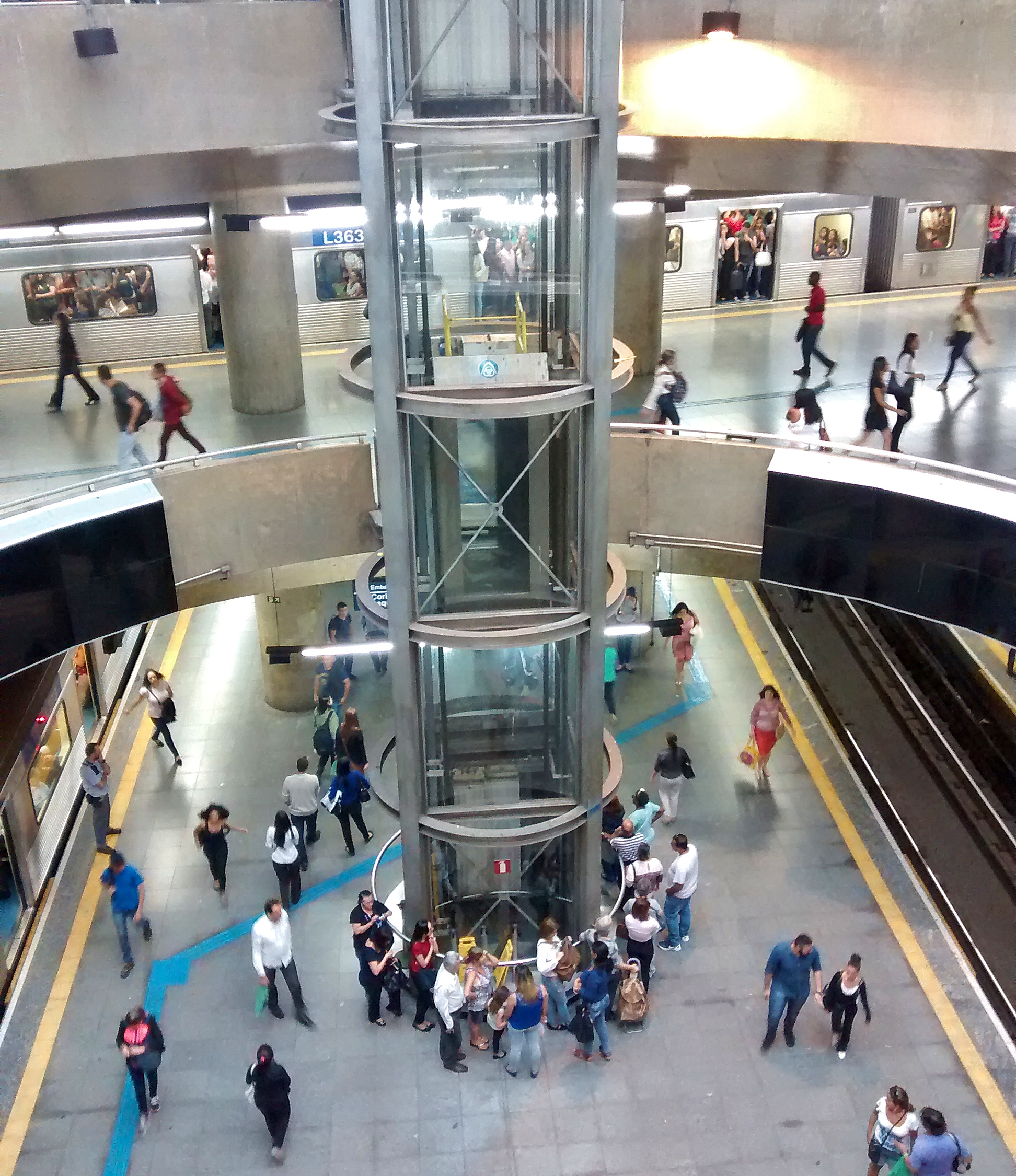
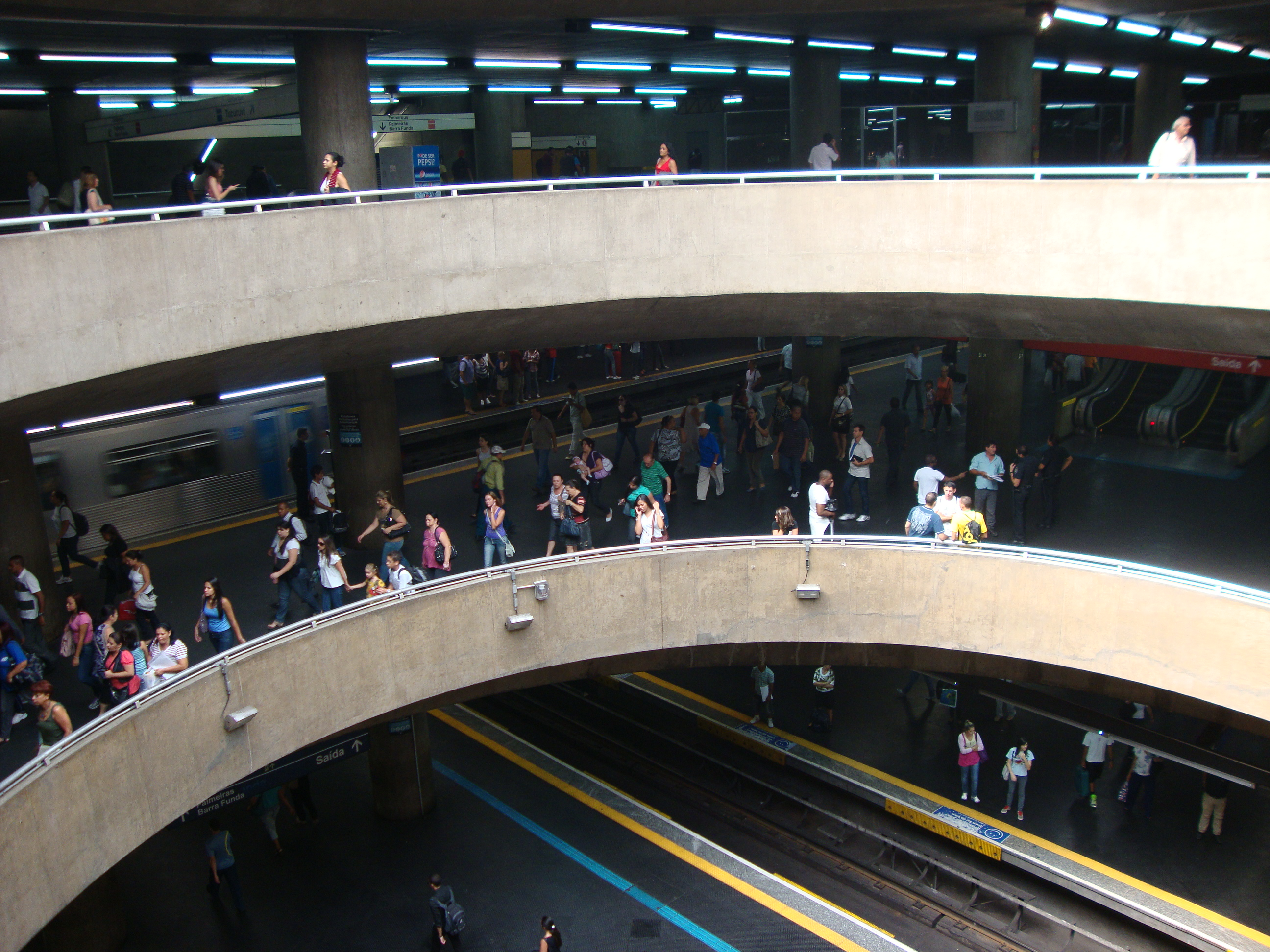
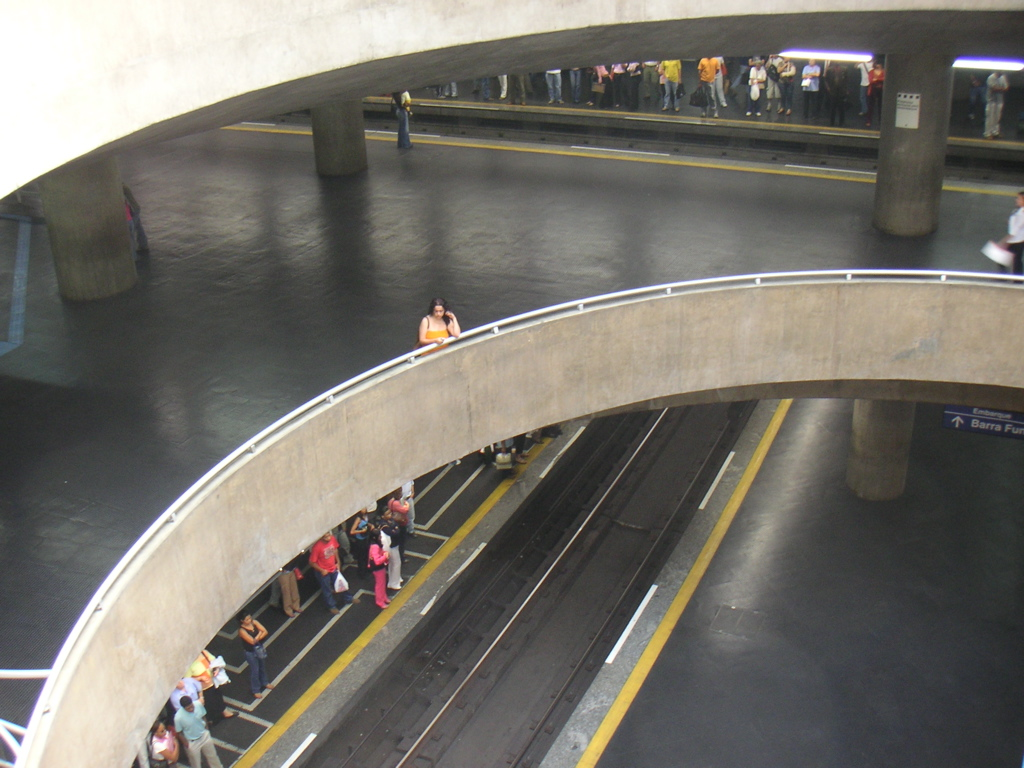

### Desserte
Située sous la mezzanine, la station ligne 3 rouge CMSP est desservie par les rames de la ligne 3 du métro de São Paulo de 4h40 à 00h00.

Installations et desserte ligne 3
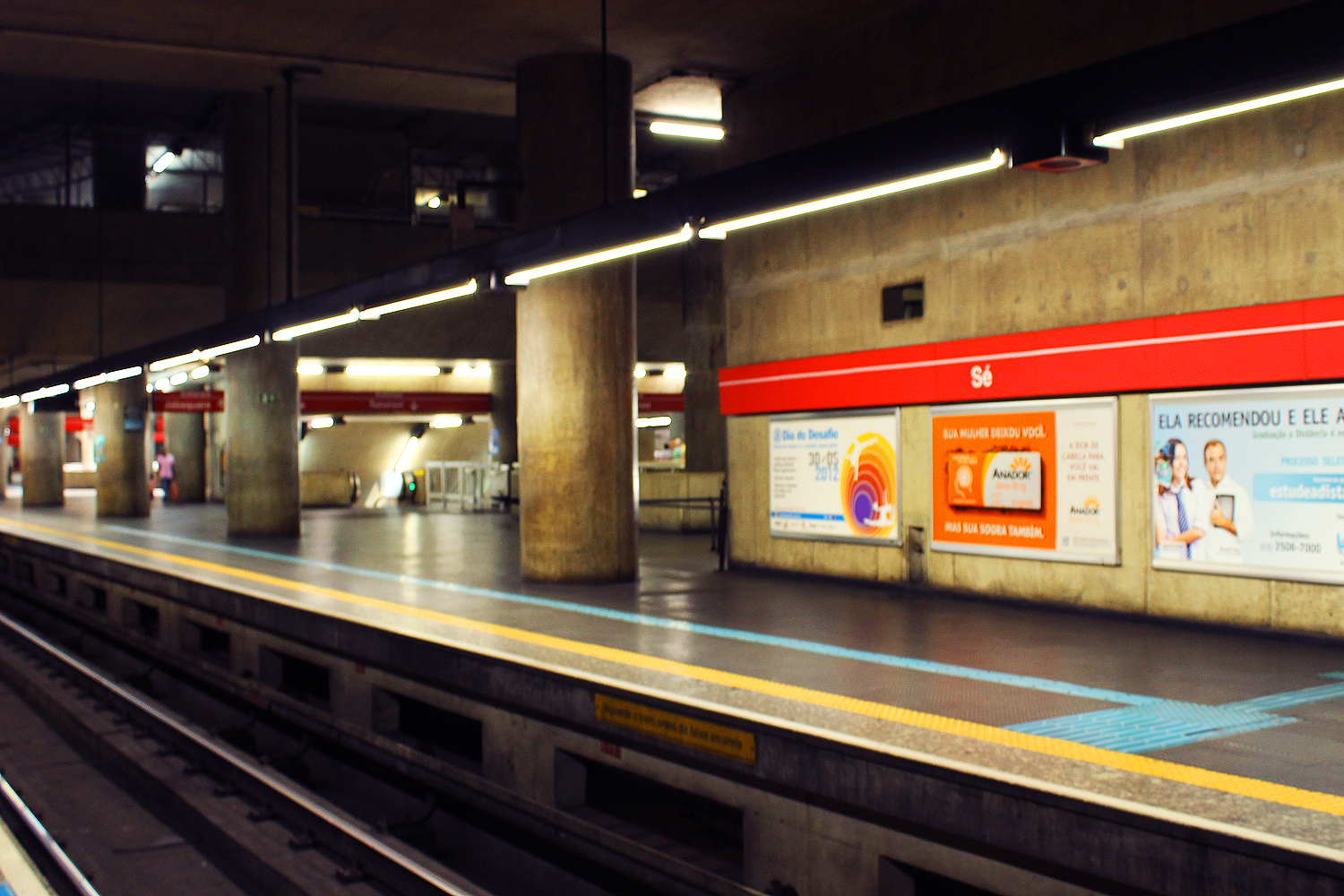
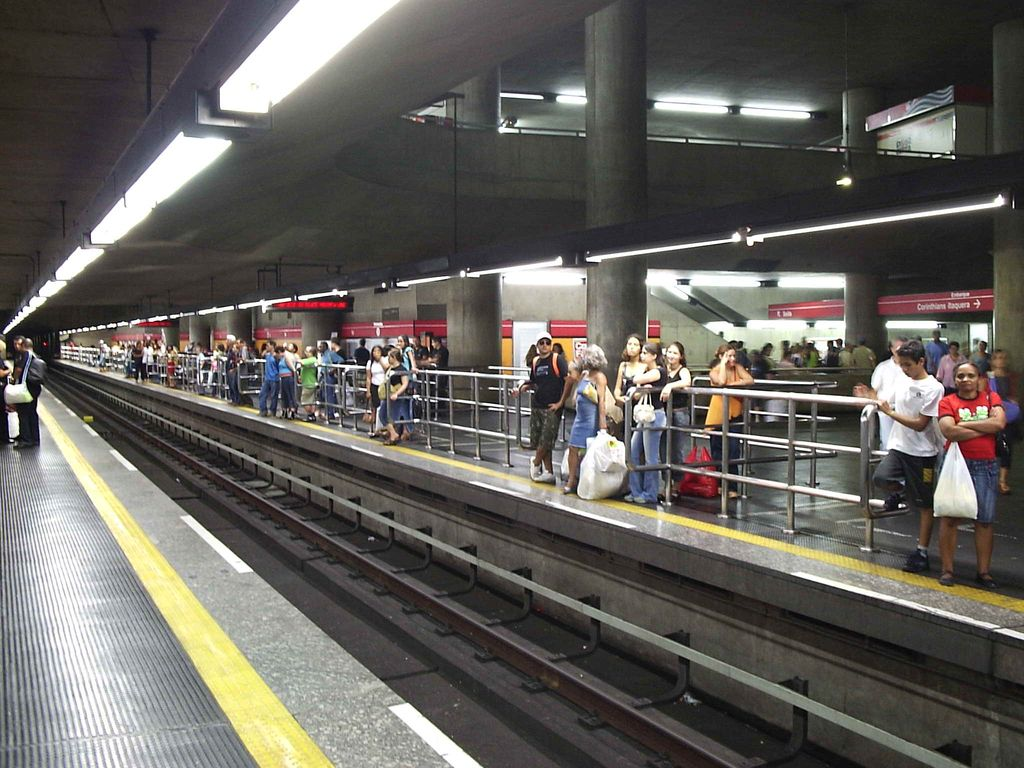
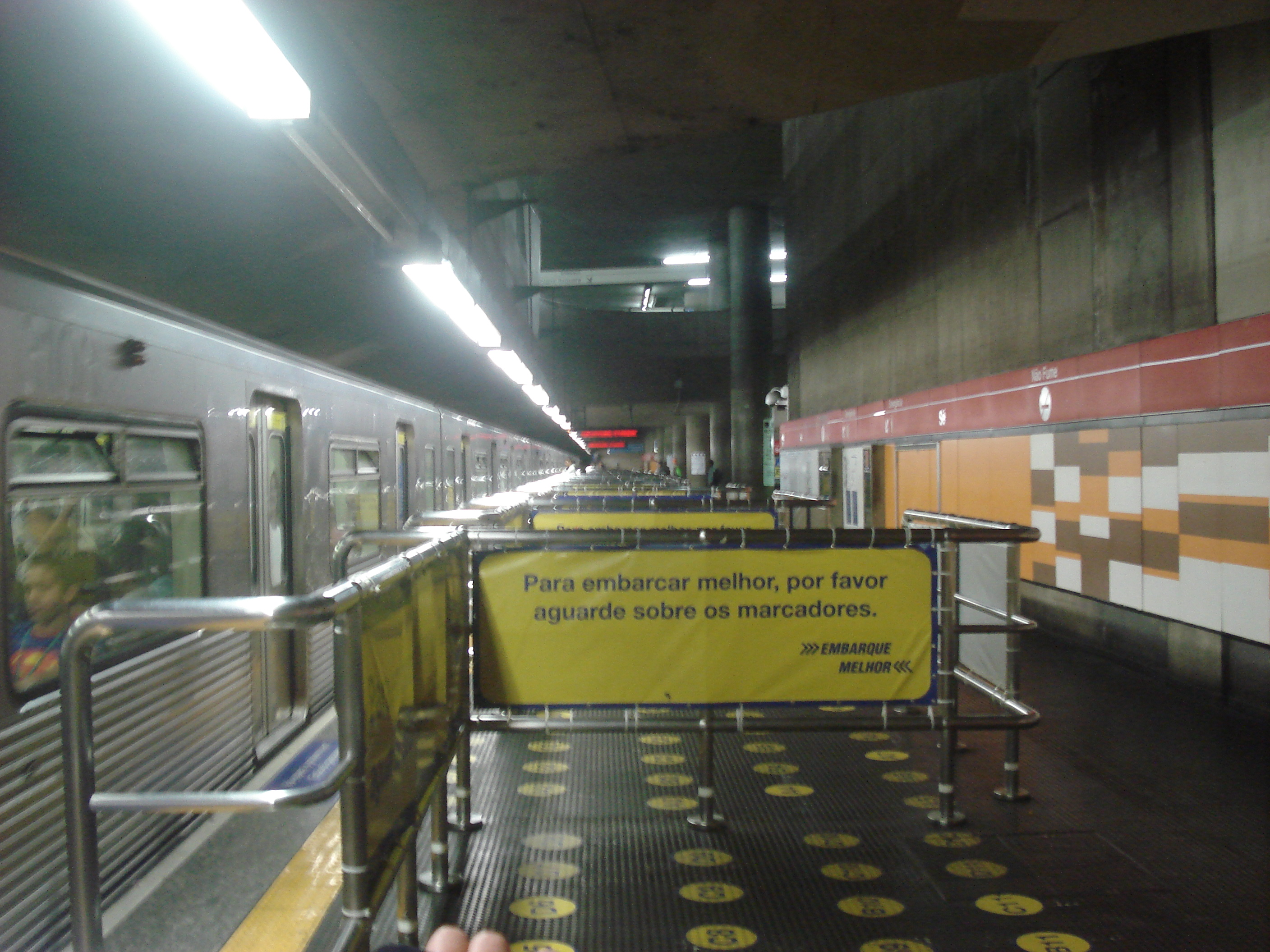

Située sous la station L3 rouge, la station ligne 1 bleue CMSP est desservie par les rames de la ligne 1 du métro de São Paulo de 4h40 à 00h00.

Installations et desserte ligne 1
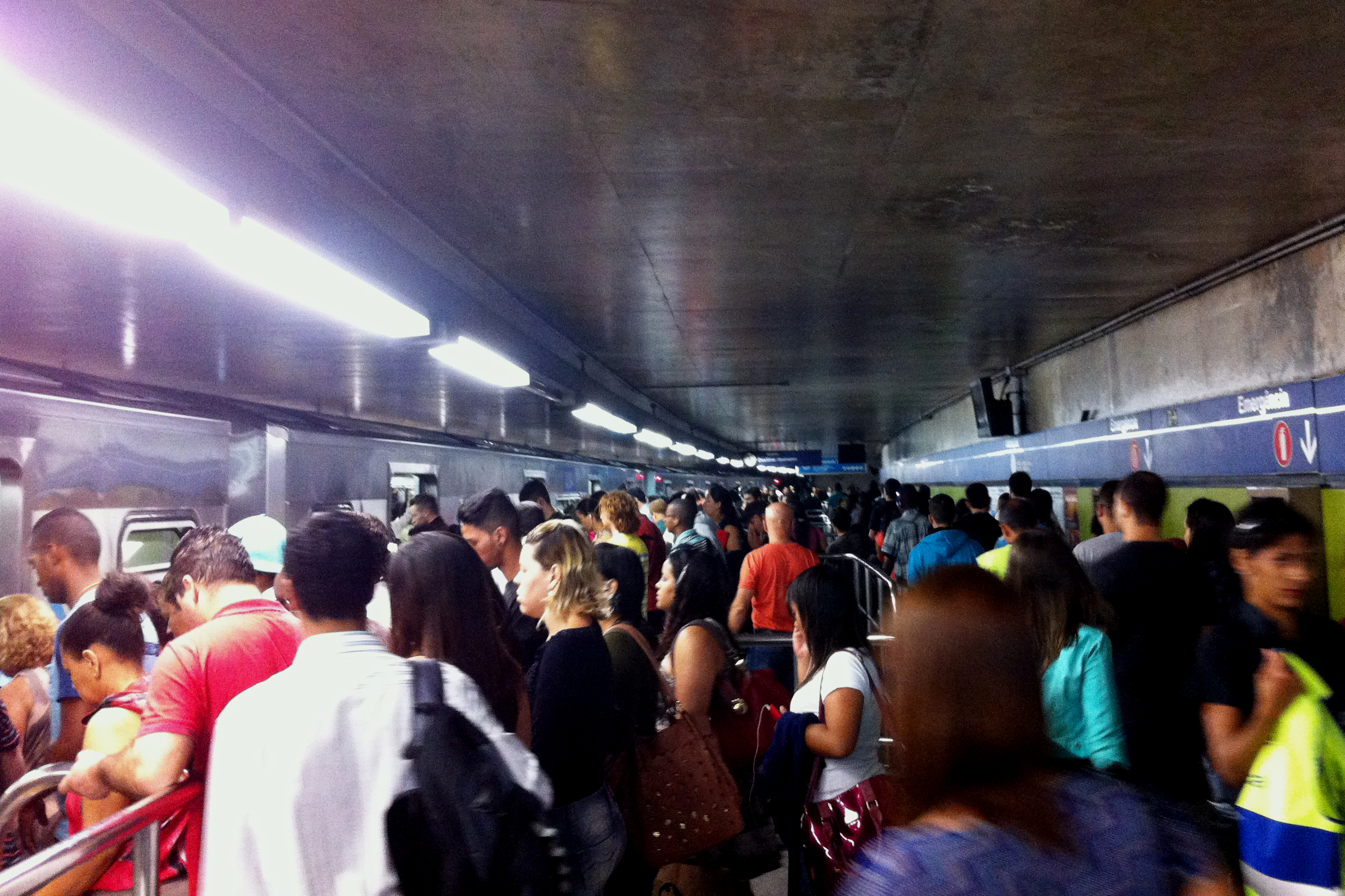
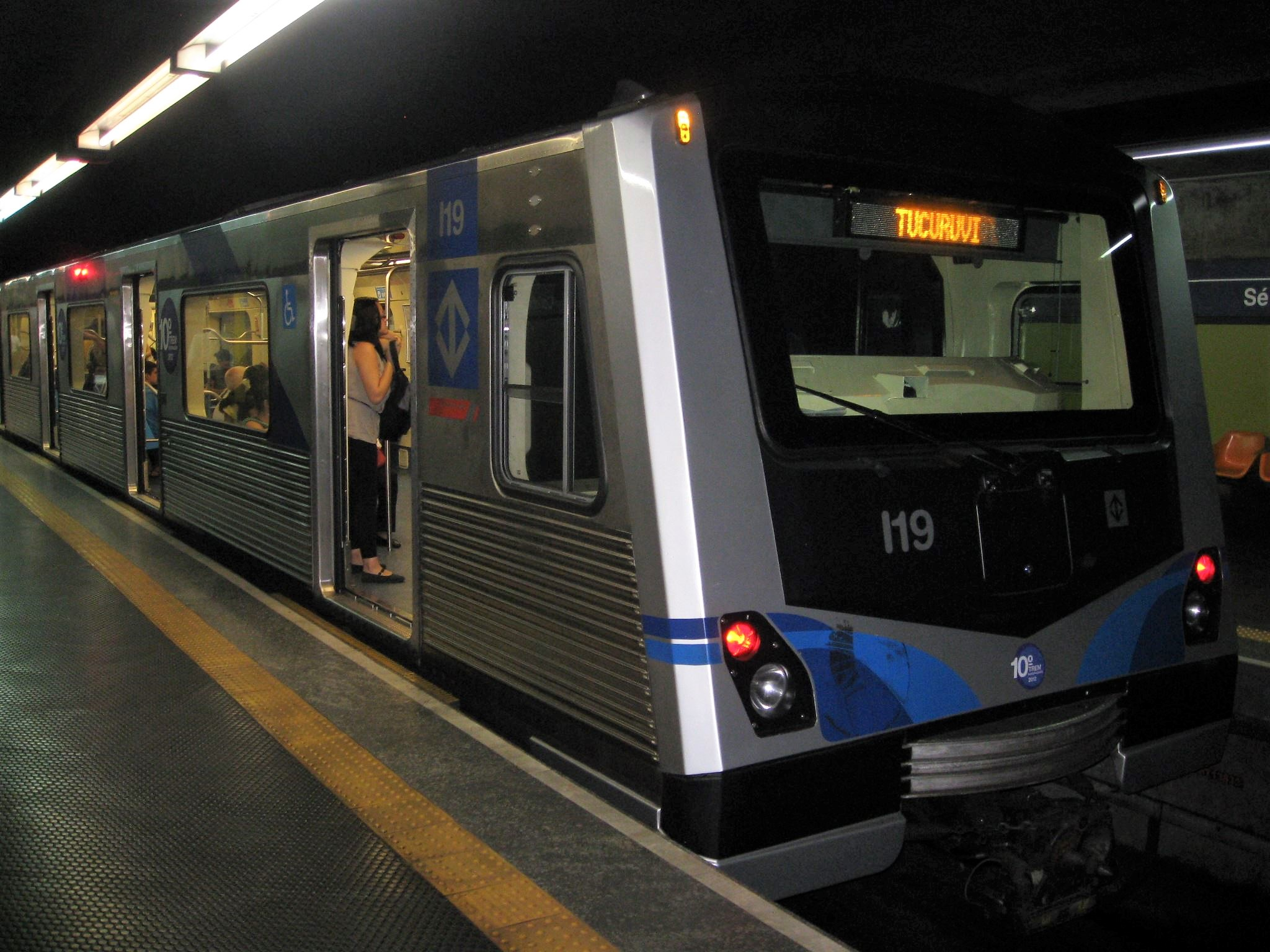

## À proximité
- Praça da Sé
- Cathédrale métropolitaine de São Paulo
- Palais de justice de São Paulo (pt)
- Pátio do Colégio